# Saint-André (Anvers)
Saint-André (en néerlandais : Sint-Andries) est un quartier d'Anvers, au sud du centre-ville, dans le district d'Anvers. Environ 6 300 habitants y vivent.

## Géographie
Saint-André est situé sur les quais de l'Escaut, plus précisément derrière le quai Saint-Michel et le quai Plantin. Le quartier est bordé par le centre historique au nord, le quartier latin à l'est et le quartier du Sud au sud. Les limites sont Sint-Jansvliet et Steenhouwersvest au nord, Kammenstraat, Kleine Markt, Bredestraat et Begijnenstraat à l'est et Kronenburgstraat et Scheldestraat au sud.
Le quartier est traversé du nord au sud par la Nationalestraat, et est donc desservie par la ligne de tramway 4, qui y passe.

## Démographie
Début 2018, 6314 personnes vivaient dans le quartier, un nombre stable durant les dix années qui ont précédé. 57,3 % des ménages sont des personnes seules, 14,8 % des couples sans enfants, 11,6 % des ménages collectifs, 7,6 % des couples avec enfants et 5,9 % des familles monoparentales. 43,4 % des habitants sont d'origine étrangère. 11,1 % de la population a moins de 18 ans, 19,4 % a plus de 65 ans.

## Patrimoine
L'église éponyme, église paroissiale du quartier, est au centre de celui-ci. Directement au sud, le Campus Saint-André de la KU Leuven. Au nord-ouest se trouve la Modenatie, dont le MoMu . L'Institut de médecine tropicale est situé au sud du quartier.
Les attractions du quartier incluent notamment des maisons historiques telles que la maison Mercator-Ortelius, "de Helle", "de Roode Leeuw", l'ancien hôtel de Jean-Etienne Werbrouck, "De Lanteerne", le "Ghulden Roose" ou "Le Clocke ", le bâtiment maritime et la guirlande .

## Histoire
Le quartier est appelé quartier Saint-André, ou paroisse de la misère. Le nom de Saint-André fait référence au nom de la paroisse et fait référence à la division antérieure d'Anvers en 32 quartiers. Plus tard, dans une division administrative de la ville en quartiers, Saint-André est devenu le quatrième quartier.
L'écrivain John Wilms a décrit le quartier dans son livre «La paroisse de la misère». Saint-André était alors un quartier ouvrier très pauvre avec une forte densité de population. Tout le monde vivait à proximité les uns des autres, avec des familles de dix personnes ou plus dans une pièce, des cabanes anciennes et insalubres comme logement, les gens vivaient souvent dans la rue, certainement en été, ce qui apportait un lien étroit mais aussi des agressions régulières. Là vivaient artisans, colporteurs et commerçants, petits industriels et ouvriers actifs comme marcheurs, porteurs de paquets, messagers... De nombreux travailleurs travaillent dans le port, principalement comme dockers. Le secteur de la restauration était également orienté vers les marins et les dockers.
Le recensement de 1920 comptait près de 32 000 habitants dans le quartier. La crise des années 30 a conduit au dépeuplement du quartier. Au début de la Seconde Guerre mondiale, le quartier comptait plus de 9 000 habitants de moins. Dans les années 1950 et 1960, le port s'est élargi en dehors de la ville, les dockers ont quitté la région. Dans les années 1970, la population de Saint-André est tombée en dessous de 10 000 habitants. La classe moyenne perd beaucoup de clientèle. Le quartier résidentiel devient alors un espace de bureau et un espace de stationnement.  3500 autres habitants disparaissent entre 1970 et 1980. Ce n'est qu'alors que la fonction résidentielle sera récupérée grâce à la réévaluation et aux projets de logements sociaux. Un processus de gentrification change complètement le quartier. Un campus universitaire amène également un public étudiant dans le quartier.

## Personnalités
Les personnes suivantes ont vécu à Saint-André.
- Hendrik Conscience (1812-1883)
- Domien Sleeckx (1818-1901)
- Edward Keurvels (1853-1916)
- Frans Zielens (1877-1955)
- John Wilms (1893-1978)
- Lode Zielens (1901-1944)
- Marcel Rademakers (1939)
- Johan Rouffaer (1954-2008)